# Carlos Espinosa de los Monteros y Bernaldo de Quirós
Carlos Espinosa de los Monteros y Bernaldo de Quirós (Madrid, 18 marzo 1944) è un imprenditore e avvocato spagnolo, nonché padre del deputato Iván Espinosa de los Monteros.

## Biografia
Figlio di Francisco Javier Espinosa de los Monteros y Herreros de Tejada e Galinda Bernaldo de Quirós y Alcalá-Galiano, è pronipote del militare Carlos Espinosa de los Monteros y Sagaseta de Ilurdoz.